# Santa Maria delle Grazie
Santa Maria delle Grazie és una església de Milà, a la Llombardia, a Itàlia. Està inscrita a la llista del Patrimoni de la Humanitat de la UNESCO des del 1980. És mundialment coneguda per allotjar el Sant Sopar de Leonardo da Vinci, que es troba en el refectori del convent.

## Història
El 1463, el duc de Milà, Francesc I Sforza va construir un convent dominicà, i una església en el lloc on hi havia una petita capella dedicada a Santa Maria delle Grazie.
L'arquitecte va ser Guiniforte Solari; el monestir es va acabar el 1469, mentre que per a l'església va ser necessari esperar fins a 1482. Altres canvis es van fer quan va arribar al poder Lluís el Moro, que va decidir canviar el gran claustre i l'absis de l'església. L'edifici es va acabar al voltant de 1490. El Moro també havia decidit fer el lloc de la sepultura dels Sforza el 1497 i allà va ser enterrat amb la seva esposa Beatriu d'Este. Segons una antiga tradició de Milà, Lluís el Moro va fer també construir un túnel que la unia amb el castell, anomenat llavors el convent Sforzesco.
El tiburi va ser inicialment atribuït a Bramante, encara que sense cap mena de prova que Bramante era en aquests anys l'enginyer ducal i va ser nomenat una vegada en els actes de l'església en un lot de marbre el 1494, però els darrers estudis en mostren una en què seria Giovani Antonio Amadeo. Bramante que va ser responsable del projecte inicial, però no seguí el treball real, que certament va ser dirigit per Giovanni Antonio Amadeo. La mesura bàsica de 24 braces milaneses utilitzades en la sagristia va ser utilitzada pel mateix arquitecte per al sacellum en Santa Maria di Fontana. Fins i tot, el 1497 va comprar 64 columnes de pedra Saltrio clara per al tiburi i altres 128 peces de pedra blanca i negra van ser transportada del Llac de Lugano, des de Porto Ceresio o Riva San Vitale.
Dins, en el punt més antic de l'església (gòtica), hi ha, en una capella a la dreta, els frescos amb històries de la Passió de Gaudenzio Ferrari. A la mateixa capella, hi hagué una vegada la Coronació d'espines de Tiziano, ara en el Louvre.
Sobre la porta que condueix a la sagristia, hi ha un fresc realitzat per Bramantino.
La nit del 15 d'agost del 1943, els bombardejos angloamericans van afectar l'església i el convent. El refectori va quedar arrasat, encara que alguns murs es van salvar, entre aquests el del Sant Sopar.